# Bodlok bahamský
Bodlok bahamský také bodlok žlutohřbetý (Acanthurus bariene) je druh tropické ryby z čeledi bodlokovití. Druh byl popsán roku 1831 Reném Lessonem.

## Popis a výskyt
Má hnědou barvu a v okolí žaber se nachází černá kruhová skvrna. Pod základnami řitních a hřbetních ploutví se táhne tmavě modrý pruh. Ocasní část je tmavě hnědá. Větší samci mají vypouklá čela, která přesahují ústa. Tělo bodloka bahamského tvoří 9 hřbetních trnů, 26–28 hřbetních měkkých paprsků, 3 anální trny a 25–26 análních měkkých paprsků. Dosahuje délky max. 50 cm.
Obývají útesové svahy v hloubce 15–30 m, dospělí jedinci hlavně svahy hlubokých pobřežních útesů a vnější stěny útesů. Nachází se samotní nebo ve dvojicích. Mláďata obývají měkké korály v hloubce 0,2–3 m. Domovem tohoto bodloka je západní Indo-Pacifik, Mosambik a Maledivy.

## Potrava
Bodlok oranžovoocasý se živí jako ostatní bodloci vodními rostlinami, planktonem a dalšími drobnými živočichy.

## Hospodářské využití
Je využívána jako akvarijní ryba. Lze ji chovat ve společnosti jiných bodloků či v přítomnosti dalšího kusu stejného druhu. Potřebuje velký prostor na plavání a silnější proudění vody. Může projevovat mírnou agresivitu. Minimální velikost nádrže je 1365 l a je vhodný pro pokročilé akvaristy.